# 阮福昊
阮福昊（グエン・フック・ハオ、ベトナム語：Nguyễn Phúc Hạo / 阮福昊、永佑5年11月27日（1739年12月27日） - 景興21年2月19日（1760年4月4日））は、広南国の王族。穆王阮福暘の父にあたる。

## 生涯
武王阮福濶と左宮嬪であった張氏黄の間の庶子（九男）として生まれた。
武王から王世子に立てられたが、景興21年（1760年）に武王に先立って急死した。太保郡公を封贈され、龍湖（現在のトゥアティエン＝フエ省フオンチャー市社）に葬られた。嘉隆元年（1802年）に甥の阮福映が阮朝を建てると、孝宣王の諡号を追諡され、嘉定に祀られた。後に嘉隆3年（1804年）に濬哲温良英睿明達宣王と増諡され、龍湖に祀られた。